# Ivan Perišić
Ivan Perišić (pronunciación en croata: [ǐʋan pěriʃitɕ]; Split, Yugoslavia, 2 de febrero de 1989) es un futbolista croata que juega de delantero o centrocampista en el PSV Eindhoven de la Eredivisie.
Un producto de las academias juveniles Hajduk Split y Sochaux, se hizo un nombre mientras jugaba para el Club Brujas, donde fue el máximo goleador de la Pro League belga y fue nombrado Futbolista Belga del Año en 2011. Esto le valió un traslado al Borussia Dortmund, con quien ganó la Bundesliga 2011-12, antes de fichar por el Wolfsburgo por 8 millones de euros en enero de 2013. Permaneció allí durante dos temporadas y media, ganando la final de la Copa de Alemania 2015, antes de mudarse al Inter de Milán por 16 millones de euros. En 2019 fichó cedido por el Bayern de Múnich y ganó el triplete.
Debutó con la selección de Croacia en 2011 y representó a su nación en la Eurocopa 2012 y 2016, así como en la Copa del Mundo de 2014 y 2018, llegando a la final de esta última. Instrumental para la segunda "generación dorada" de Croacia, es el jugador de la nación con más goles creados en los principales torneos (11), y el primer jugador croata en anotar en una final de la Copa del Mundo.

## Trayectoria

### Carrera temprana
Jugó en las categorías inferiores del club con el que creció apoyando, Hajduk Split. Recibió el interés de varios clubes, como el Anderlecht, el PSV, el Ajax, el Hertha Berlín y el Hamburgo. El único partido que jugó con el Hajduk fue un amistoso contra el Smederevo (3-1) en Murska Sobota el 16 de julio de 2006. Al volver de Murska Sobota a Split, Perišić recibió ofertas del Anderlecht y del Sochaux. El Hajduk ofreció a Perišić un contrato de 100 000 euros, que era solo 20 000 euros menos que el contrato del mejor jugador del Hajduk, Niko Kranjčar. Sin embargo, la familia Perišić se decantó por el club francés Sochaux, que pagó 360 000 euros por su fichaje en el verano de 2006. El entrenador del Sochaux, Alain Perrin, llegó personalmente a Split con un jet privado para convencer a Perišić de que firmara, y esperó dos días para hacerlo. Sus atributos físicos y técnicos hicieron que algunos periodistas lo compararan con el ex internacional croata Aljoša Asanović. Formó parte del equipo juvenil del Sochaux, que ganó la Copa Gambardella en 2007. Durante su estancia en el Sochaux, no llegó a jugar con el primer equipo, pero sí con el equipo B. En enero de 2009, Perišić fue cedido al Roeselare, club de la primera división belga, durante seis meses. Al final de la temporada 2008-09, se informó de que Perišić pretendía fichar por el Anderlecht belga.

### Club Brujas
El 26 de agosto de 2009 el Club Brujas belga adquirió a Perišić del Sochaux por una transferencia de 250 000 euros y le firmó con un contrato de tres años. Antes de su fichaje, se le relacionó con un fichaje por el Hertha Berlín alemán, tras haber estado a prueba.
En el primer partido de la temporada, Perišić marcó su primer gol en el empate 1-1 contra el Genk, y después marcó su segundo gol en dos partidos consecutivos y dio una asistencia en la victoria por 4-1 sobre el Westerlo. En total, Perišić marcó 9 goles en 33 partidos de liga, y también participó en ocho partidos en la campaña del Brujas en la Liga Europa, anotando cuatro goles. Al final de la temporada, Perišić firmó un nuevo contrato de tres años en el Brujas, que lo mantendría hasta 2015.
Los críticos de fútbol belga auguraban un futuro brillante a Perišić. En la temporada 2010-11, fue el máximo goleador de la Jupiler Pro League belga después de anotar 22 goles con el Club Brujas, siendo además nombrado Jugador del Año en Bélgica. Durante la temporada, Perišić marcó cuatro goles en un partido y dio una asistencia en el triunfo del Brujas sobre el Charleroi el 29 de diciembre de 2010.

### Alemania

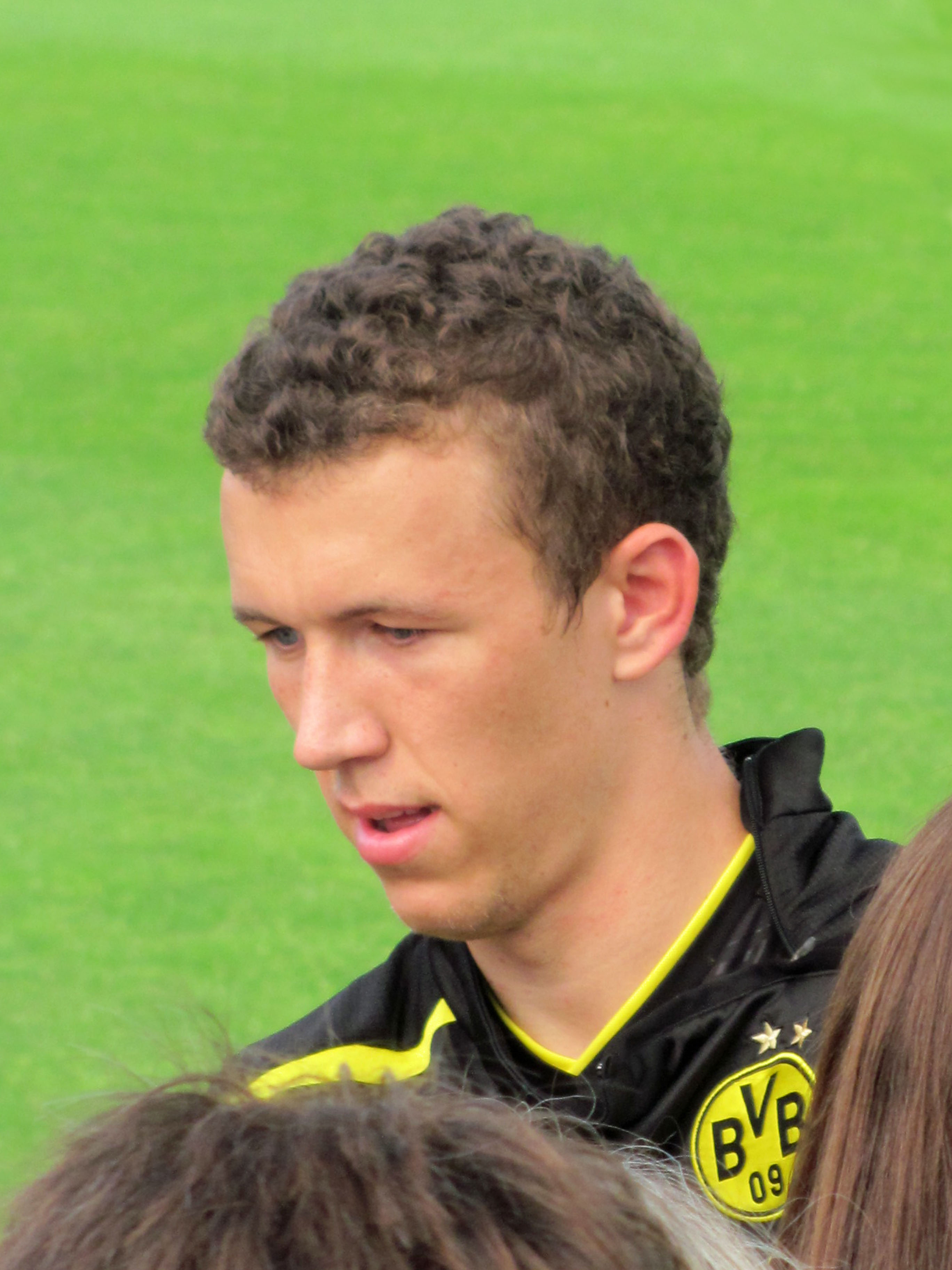
Perišić con el Borussia Dortmund en 2012

El 23 de mayo de 2011 firmó un contrato de cinco años para jugar en el Borussia Dortmund alemán después de que el Dortmund pagara una cantidad estimada de 5 millones de euros por su traspaso al Brujas. Debutó con el club en la victoria por 3-1 en casa contra el Hamburgo el 5 de agosto, sustituyendo a Chris Löwe en el minuto 75. Durante un partido de la Liga de Campeones el 13 de septiembre de 2011, marcó el gol del empate con una volea desde 20 metros contra el Arsenal tras entrar como suplente en el minuto 69. El 14 de octubre marcó el primer gol en la victoria por 2-0 contra el Werder Bremen, partido en el que posteriormente fue expulsado por segunda amonestación. El 21 de abril de 2012 marcó el importante gol del 1-0 contra el Borussia Mönchengladbach y abrió la puerta del octavo campeonato nacional para el Dortmund. El partido terminó 2-0 (el segundo lo marcó Shinji Kagawa).
Comenzó la temporada 2012-13 de la Bundesliga marcando un doblete en la derrota por 3-2 contra el Hamburgo el 22 de septiembre de 2012. Sin embargo, no tardó en ver limitadas sus oportunidades en el primer equipo, habiendo jugado menos en el primer equipo, y no tardó en declarar al canal croata Nova TV que no había recibido ningún apoyo del entrenador del Dortmund, Jürgen Klopp, y le acusó de favorecer a otros jugadores. En respuesta, Klopp criticó sus acciones como infantiles y Perišić se enfrentó a una multa debido a su comentario.

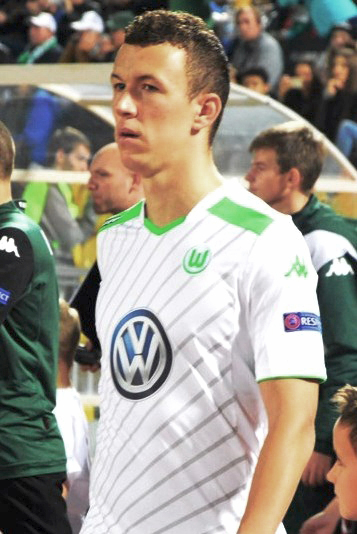
Perišić aparece con el Wolfsburgo en un partido de la Liga Europa de la UEFA contra el Krasnodar el 23 de octubre de 2014

El 6 de enero de 2013 se informó del traspasó de Perišić al Wolfsburgo por 8 millones de euros. Marcó su primer gol con el Wolfsburgo en un partido amistoso contra el Standard de Lieja el 10 de enero. Debutó en competición con el Wolfsburgo contra el Stuttgart el 19 de enero de 2013. En marzo, sufrió una lesión en la rodilla izquierda que le dejó fuera de juego durante los meses de marzo y abril. Reapareció en mayo en el partido contra el Hamburgo, entrando como suplente y dando una asistencia. El 11 de mayo de 2013 se enfrentó a su antiguo club, el Borussia Dortmund, y marcó dos goles.
El 3 de agosto de 2013 marcó su primer gol en la Copa con el Wolfsburgo en la victoria por 3-1 contra el Karlsruher SC. El 26 de octubre de 2013, Perišić estrenó su faceta goleadora en la temporada 2013-14 en la victoria por 3-0 contra el Werder Bremen, creando también una asistencia de gol. En la jornada 30 marcó un doblete en la victoria del Wolfsburgo en casa por 4-1 contra el Núremberg. Terminó la temporada con diez goles en la liga, el segundo mejor del equipo detrás de su compatriota Ivica Olić.

### Inter de Milán
El 30 de agosto de 2015 firmó un contrato de cinco años con el Inter de Milán por un precio de transferencia de 16 millones de euros. Fue presentado el 10 de septiembre junto a Adem Ljajić, donde se le asignó el número de escuadra 44, declarando que "el Inter era una oportunidad demasiado grande para rechazarla".
Debutó en competición con el club tres días después, siendo titular y jugando 85 minutos en la victoria por 1-0 contra su rival de la ciudad, el Milan, en el Derbi de Milán. Abrió su cuenta goleadora el 4 de octubre, en su quinto partido de liga, en el empate a domicilio contra la Sampdoria (1-1), aprovechando una asistencia de Mauro Icardi, a la que siguió otro gol contra el Palermo dos semanas después.
El 15 de diciembre debutó en la Copa Italia en el partido de octavos de final contra el Cagliari en casa, apareciendo como suplente en la segunda parte y marcando el tercer gol del equipo en la victoria final por 3-0. Comenzó el año 2016 el 6 de enero en el partido contra el Empoli; un centro suyo a bocajarro fue rematado por Icardi en el único gol del partido, que mantuvo al Inter en lo alto de la tabla. El 7 de febrero, durante el partido contra el Hellas Verona, Perišić entró como sustituto en el minuto 46 para cambiar el destino del partido, dando una asistencia para Icardi y también marcando el mismo para igualar el resultado 3-3, rescatando un punto para su equipo.
Marzo fue su mejor mes en términos personales, al marcar cuatro goles y dar tres asistencias. El 2 de marzo, en el partido de vuelta de las semifinales de la Copa Italia contra la Juventus en San Siro, marcó el segundo gol del equipo en el partido para ayudar al Inter a remontar el 3-0 e igualar el global 3-3, lo que llevó el partido a la tanda de penaltis. Sin embargo, el Inter perdió 5-3 y fue eliminado de la competición. Marcó el último gol del Inter en la temporada 2015-16 en la victoria por 2-1 en casa contra el Empoli en la última jornada.
Terminó su primera temporada en el Inter disputando 37 partidos, 34 de ellos en liga, marcando nueve goles, siete de ellos en liga, ya que el Inter terminó cuarto en la Serie A, regresando a las competiciones europeas tras un año de ausencia y siendo eliminado en la semifinal de la Coppa Italia. También fue el máximo asistente del Inter, con seis asistencias.
Inauguró su segunda temporada en el Inter jugando en los últimos 30 minutos de la primera jornada como visitante en el campo del Chievo. A continuación, marcó su primer gol de la nueva temporada en el Derbi de Italia contra la Juventus en casa, entrando en el minuto 69 y rematando de cabeza un centro de Mauro Icardi nueve minutos después para dar al Inter la segunda victoria de la temporada, también la primera en liga contra la Juventus desde noviembre de 2012.
Jugó su primer partido europeo con el Inter el 29 de septiembre en el segundo partido de la fase de grupos de la Liga Europa de la UEFA 2016-17 contra el Sparta de Praga, apareciendo en los últimos 27 minutos de la derrota por 3-1 a domicilio. El 20 de noviembre, en el Derbi contra su rival, el Milan, primero dio el gol de larga distancia de Antonio Candreva antes de marcar él mismo el empate en el último minuto, con lo que el Inter se llevó un punto en los últimos instantes.
El 8 de enero de 2017, en el primer partido del año del Inter, ofreció una actuación de "Hombre del Partido" al marcar los dos goles en la victoria a domicilio por 2-1 ante el Udinese; fue su primer doblete en el Inter, lo que elevó su cuenta a seis goles. Seis días más tarde, contra el Chievo, tuvo otra espléndida actuación individual al marcar el segundo gol de su equipo tras una jugada individual en la victoria por 3-1.
El 5 de febrero, en el partido de la jornada 23 contra la Juventus en el Juventus Stadium, recibió la primera tarjeta roja directa de su carrera en la derrota del Inter por 1-0. Posteriormente la Federación Italiana de Fútbol (FIGC) le sancionó con dos partidos por enfrentarse de forma agresiva del árbitro. Después de que el Inter apeló la suspensión, está se redujo a un partido. Regresó tras su sanción el 19 de febrero, en la victoria por 1-0 contra el Bologna, y marcó su segundo doblete el 5 de marzo, en la goleada por 5-1 al Cagliari en el Estadio Sant'Elia.
El 22 de abril alcanzó los dos dígitos por primera vez con el Inter tras marcar en la derrota por 5-4 a domicilio contra la Fiorentina. En la última jornada, ofreció una impresionante actuación individual al dar dos asistencias tras sendas jugadas individuales, marcando además su undécimo gol de la temporada en la victoria del Inter sobre el Udinese (5-2) en casa, con la que terminó la temporada en lo más alto. Terminó su segunda temporada en el Inter disputando 42 partidos en todas las competiciones, incluyendo 36 en liga, de los cuales 31 fueron como titular, ya que el Inter terminó la Serie A en séptima posición, una vez más, no se clasificó para la Liga de Campeones de la UEFA. Marcó 11 goles, su cifra más alta desde la temporada 2010-11 con el Club Brujas; y también dio diez asistencias, ocho de ellas en la Serie A, superando su récord de la temporada anterior.
Perišić comenzó su tercera temporada en el Inter a lo grande, primero marcando y asistiendo en la primera jornada de la Serie A 2017-18 contra la Fiorentina, y luego dando dos asistencias en el partido a domicilio contra la Roma en el que el Inter ganó 3-1, la primera victoria liguera del Inter en el Estadio Olímpico en nueve años.
El 8 de septiembre firmó una nueva prórroga de su contrato con el Inter de Milán, que le mantiene en San Siro hasta junio de 2022. En el momento de la firma, dijo: "Es un día especial, es ciertamente emotivo y estoy feliz después del estrés de este verano. Ahora podemos mirar hacia adelante y sólo pienso en el Inter. Después de firmar, el campo es lo único que me queda por pensar".
Su segundo gol de la temporada, uno fuera del área contra el recién ascendido S.P.A.L. dos días después, fue el vigésimo gol de su carrera en la Serie A. Marcó su primer triplete en la Serie A el 3 de diciembre en la victoria por 5-0 en casa contra el Chievo. Su partido número 100 en todas las competiciones con el Inter se produjo más tarde, el 30 de diciembre, en el empate sin goles contra la Lazio en la jornada 19.
Jugó su primer partido de la Liga de Campeones con el Inter el 18 de septiembre de 2018, en una victoria por 2-1 sobre el Tottenham Hotspur.
En enero de 2019 el club inglés Arsenal intentó ficharlo. Acordó un acuerdo con el club; sin embargo, el Inter bloqueó el trato. La agente de su compañero de equipo Mauro Icardi, Wanda Nara, se pronunció sobre los motivos de su marcha, especulando que podrían ser de carácter personal. Los comentarios de Nara provocaron un enfrentamiento entre los jugadores, lo que provocó que Icardi fuera despojado de la capitanía y excluido del equipo antes de un partido de la Liga Europa a domicilio contra el Rapid Viena.
Participó en 34 partidos de la Serie A, solo detrás de Samir Handanović y Matteo Politano, y marcó 8 goles; siendo así el segundo máximo goleador del Inter después de Icardi. Tras el nombramiento de Antonio Conte, tuvo problemas para adaptarse al sistema del nuevo entrenador durante la pretemporada.

#### Préstamo al Bayern de Múnich
El 13 de agosto de 2019 se incorporó al club alemán Bayern de Múnich en calidad de cedido por una temporada. El Bayern tenía la opción de ficharlo con un contrato permanente en el verano de 2020. El 31 de agosto marcó su primer gol con el Bayern y dio una asistencia en la victoria por 6-1 contra el Mainz.
El 4 de febrero de 2020, durante el entrenamiento previo a un partido de la Copa de Alemania contra el Hoffenheim, sufrió una fractura del tobillo derecho tras una entrada de su compañero Álvaro Odriozola. Ese mismo día fue operado. Volvió al equipo el 17 de mayo, entrando en lugar de Serge Gnabry en el minuto 85 del partido contra el Unión Berlín, el primer partido del club tras la suspensión de la liga por la pandemia de COVID-19.
El 10 de junio marcó el primer gol en la victoria por 2-1 sobre el Eintracht Frankfurt en la semifinal de la Copa de Alemania. El 4 de julio dio una a Robert Lewandowski en la final de la Copa de Alemania, en la que el Bayern derrotó al Bayer Leverkusen por 4-2 y consiguió el doblete nacional.
El 8 de agosto marcó en el partido de vuelta de los octavos de final de la Liga de Campeones, en el que el Bayern derrotó al Chelsea por 4-1 (7-1 en el global). Seis días más tarde, marcó en la victoria por 8-2 en cuartos de final contra el Barcelona en el Estádio da Luz. El 23 de agosto se convirtió en el undécimo croata en ganar la Liga de Campeones de la historia, cuando el Bayern derrotó al Paris Saint-Germain 1-0 en la final.
El 9 de septiembre el Bayern anunció que había optado por no ficharlo de forma permanente, tras fracasar en la negociación de un acuerdo con el Inter, y regresó a su club de origen.

#### Regreso a Milán
El 31 de octubre de 2020 marcó su primer gol de la temporada con el Inter de Milán en el empate en casa contra el Parma (2-2). El 3 de noviembre marcó su primer gol en la Liga de Campeones con el Inter de Milán en la derrota por 2-3 contra el Real Madrid. Durante la parte primaveral de la temporada, fue elogiado por Conte por adaptarse con éxito a su sistema, pasando de la posición de extremo a la de lateral.
El 2 de mayo de 2021, cuatro jornadas antes del final de la temporada, el Sassuolo empató en casa con el Atalanta (1-1), con lo que el Inter se aseguró matemáticamente el título de la Serie A. Era el primer título de liga del Inter desde la temporada 2009-10, y ponía fin a la racha de nueve temporadas de victorias de la Juventus. El título fue también el primer trofeo de Perišić con los nerrazzuri.

### Tottenham Hotspur
El 31 de mayo de 2022 se anunció su fichaje por el Tottenham Hotspur F. C., a partir del 1 de julio, para las siguientes dos temporadas una vez finalizara su contrato con el Inter de Milán.

## Selección nacional

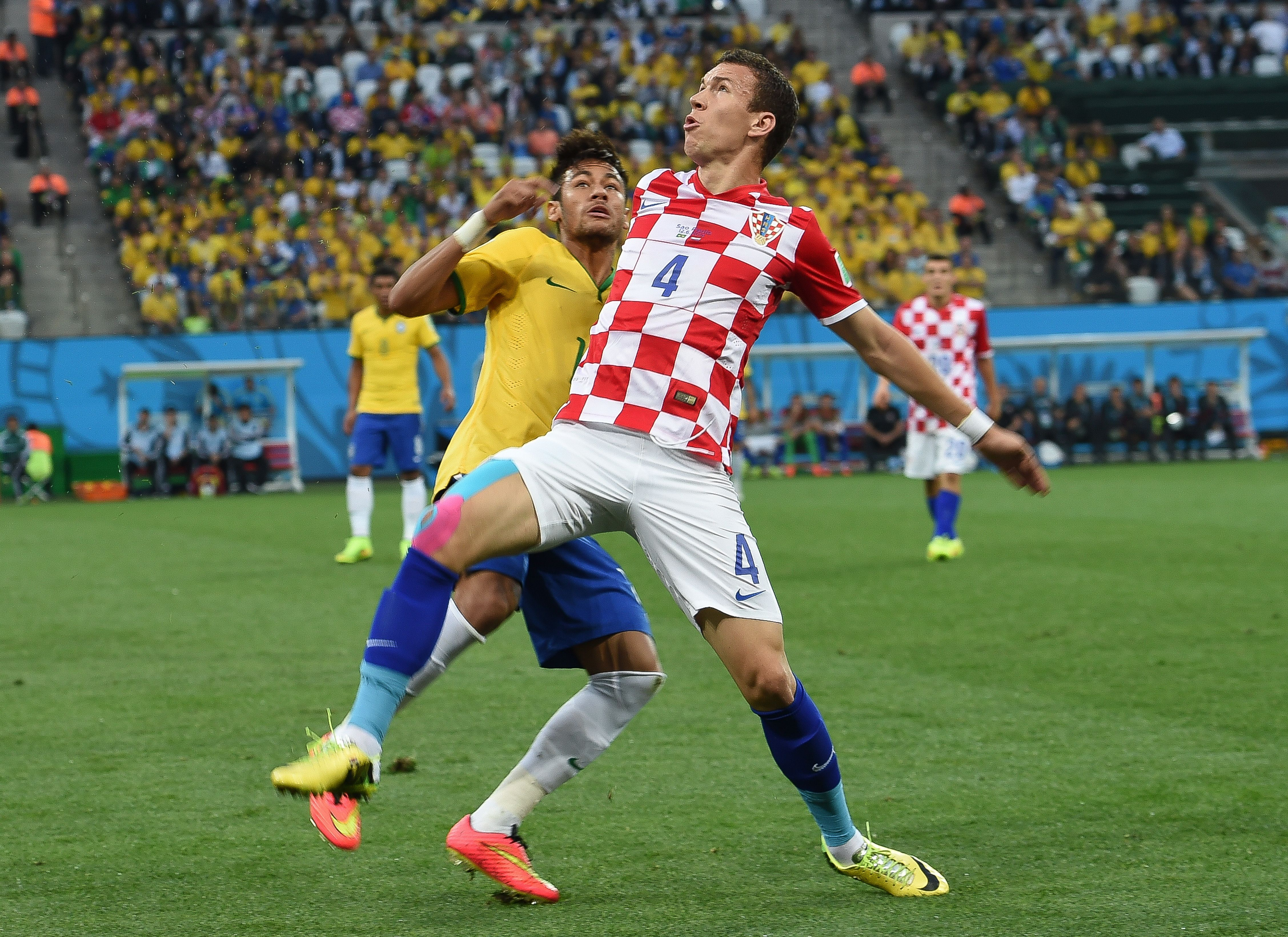
Perišić jugando para Croacia en la Copa del Mundo de 2014, disputando el balón contra Neymar de Brasil

Ha sido internacional con las selecciones de Croacia sub-17, sub-19 y sub-21. Participó en la clasificación del Campeonato de Europa Sub-21 de la UEFA de 2011 con Croacia, donde marcó dos goles.
El 26 de marzo de 2011, a la edad de 22 años, debutó con la selección nacional absoluta contra Georgia. Formó parte de la selección de Croacia en la Eurocopa 2012, siendo titular en los dos primeros partidos del equipo contra la República de Irlanda e Italia, y apareciendo como suplente en el último partido del equipo, que perdió por 1-0 ante España.
Durante la fase de clasificación para el Mundial de 2014, participó en 12 partidos con Croacia y marcó su primer gol internacional en el empate 1-1 con Bélgica. El 14 de mayo de 2014 fue incluido en la lista preliminar de 30 jugadores que representarían a Croacia en la Copa Mundial de Fútbol de 2014 en Brasil, siendo ratificado en la lista final de 23 futbolistas el 31 de mayo. Ese mismo día marcó un doblete en la victoria por 2-1 contra Mali en un partido de preparación para el Mundial en Osijek. Formó parte del equipo titular de Croacia en el partido inaugural del Mundial de 2014, una polémica derrota por 3-1 ante el anfitrión del torneo, Brasil, en la Arena Corinthians de São Paulo. En el siguiente partido, marcó el segundo gol de Croacia en la victoria por 4-0 sobre Camerún. El 23 de junio, marcó un gol de consolación en el último partido de la fase de grupos del equipo, una derrota por 3-1 ante México, que los eliminó del torneo. A pesar de la temprana eliminación de Croacia, fue calificado por la FIFA como el segundo jugador de la fase de grupos.
Fue el máximo goleador de Croacia en la fase de clasificación para la Eurocopa 2016, marcando seis goles en nueve partidos en los que Croacia se clasificó en segundo lugar en el Grupo H. En el segundo partido de Croacia en la fase de grupos de la Eurocopa 2016, marcó el primer gol del empate 2-2 con la República Checa. Cinco días más tarde, marcó el gol de la victoria contra España, que aseguró la clasificación de Croacia en la fase de grupos.
Apareció con regularidad en la exitosa campaña de clasificación para la Copa Mundial de la FIFA 2018 de Croacia, en la que quedó subcampeona en el Grupo I, lo que la envió a la segunda ronda. El equipo se enfrentó a Grecia, ganando el partido de ida 4-1, con un tercer gol suyo en el minuto 33. Croacia se clasificó para la fase final de la Copa del Mundo en Rusia el 12 de noviembre al empatar sin goles en el partido de vuelta. En mayo de 2018 fue incluido en la lista definitiva de Croacia para el Mundial de 2018. En el tercer partido de la fase de grupos, marcó en el último minuto del tiempo reglamentario en la victoria por 2-1 sobre Islandia, con la que Croacia se proclamó campeona del Grupo D con todos los puntos. Durante el partido de semifinales de Croacia contra Inglaterra el 11 de julio, anotó el empate de Croacia en la segunda mitad del tiempo reglamentario, y más tarde también preparó el gol de la victoria de Mario Mandžukić en la segunda mitad de la prórroga para darle a Croacia el 2– 1 victoria, enviando al equipo a la final de la Copa del Mundo por primera vez en su historia. Fue nombrado Hombre del Partido. En la final contra Francia el 15 de julio, anotó el empate temporal de Croacia en la primera mitad, aunque el partido finalmente terminó en una derrota por 4-2 ante Francia. Cubrió la mayor cantidad de terreno de cualquier jugador en el torneo, corriendo un total de 72.5 kilómetros.
Durante la fase de clasificación para la Eurocopa 2020, marcó tres goles, contra Gales en casa y Eslovaquia en casa y fuera, mientras Croacia encabezaba el Grupo E. El 19 de noviembre de 2019, fue capitán de la selección nacional por primera vez en una victoria amistosa por 2-1 sobre Georgia, anotando el gol de la victoria. El 8 de septiembre de 2020, volvió a capitanear a Croacia en una derrota por 4-2 en la Liga de Naciones ante Francia en el Estadio de Francia.
El 1 de junio de 2021 alcanzó las 100 internacionalidades anotando el gol croata en el empate ante Armenia en un amistoso de preparación para la Eurocopa 2020, torneo al que fue convocado.

### Participaciones en fases finales
| Competición                    | Sede              | Resultado        | Partidos | Goles |
| ------------------------------ | ----------------- | ---------------- | -------- | ----- |
| Eurocopa 2012                  | Polonia y Ucrania | Primera fase     | 3        | 0     |
| Copa Mundial de Fútbol de 2014 | Brasil            | Primera fase     | 3        | 2     |
| Eurocopa 2016                  | Francia           | Octavos de final | 4        | 2     |
| Copa Mundial de Fútbol de 2018 | Rusia             | Subcampeón       | 7        | 3     |
| Eurocopa 2020                  | Europa            | Octavos de final | 3        | 2     |
| Copa Mundial de Fútbol de 2022 | Catar             | Tercer puesto    | 7        | 1     |
| Eurocopa 2024                  | Alemania          | Primera fase     | 3        | 0     |
| Total                          | –                 | –                | 30       | 10    |

## Estadísticas

### Clubes
Actualizado al último partido disputado el 9 de agosto de 2025.
| Club                               | Div.          | Temporada     | Liga  | Liga  | Copas nacionales | Copas nacionales | Copas internacionales | Copas internacionales | Total | Total | Media goleadora |
| Club                               | Div.          | Temporada     | Part. | Goles | Part.            | Goles            | Part.                 | Goles                 | Part. | Goles | Media goleadora |
| ---------------------------------- | ------------- | ------------- | ----- | ----- | ---------------- | ---------------- | --------------------- | --------------------- | ----- | ----- | --------------- |
| KSV Roeselare · Bélgica            | 1.ª           | 2008-09       | 18    | 5     | 2                | 0                | —                     | —                     | 20    | 5     | 0.25            |
| KSV Roeselare · Bélgica            | Total club    | Total club    | 18    | 5     | 2                | 0                | 0                     | 0                     | 20    | 5     | 0.25            |
| Club Brujas · Bélgica              | 1.ª           | 2009-10       | 33    | 9     | 2                | 0                | 8                     | 4                     | 43    | 13    | 0.3             |
| Club Brujas · Bélgica              | 1.ª           | 2010-11       | 37    | 22    | 1                | 0                | 8                     | 0                     | 46    | 22    | 0.48            |
| Club Brujas · Bélgica              | Total club    | Total club    | 70    | 31    | 3                | 0                | 16                    | 4                     | 89    | 35    | 0.39            |
| Borussia Dortmund · Alemania       | 1.ª           | 2011-12       | 28    | 7     | 7                | 1                | 6                     | 1                     | 41    | 9     | 0.22            |
| Borussia Dortmund · Alemania       | 1.ª           | 2012-13       | 14    | 2     | 4                | 1                | 5                     | 0                     | 23    | 3     | 0.13            |
| Borussia Dortmund · Alemania       | Total club    | Total club    | 42    | 9     | 11               | 2                | 11                    | 1                     | 64    | 12    | 0.19            |
| VfL Wolfsburgo · Alemania          | 1.ª           | 2012-13       | 11    | 2     | 0                | 0                | —                     | —                     | 11    | 2     | 0.18            |
| VfL Wolfsburgo · Alemania          | 1.ª           | 2013-14       | 33    | 10    | 5                | 1                | —                     | —                     | 38    | 11    | 0.29            |
| VfL Wolfsburgo · Alemania          | 1.ª           | 2014-15       | 24    | 5     | 2                | 1                | 9                     | 1                     | 35    | 7     | 0.2             |
| VfL Wolfsburgo · Alemania          | 1.ª           | 2015-16       | 2     | 1     | 2                | 0                | —                     | —                     | 4     | 1     | 0.25            |
| VfL Wolfsburgo · Alemania          | Total club    | Total club    | 70    | 18    | 9                | 2                | 9                     | 1                     | 88    | 21    | 0.24            |
| Inter de Milán · Italia            | 1.ª           | 2015-16       | 34    | 7     | 3                | 2                | —                     | —                     | 37    | 9     | 0.24            |
| Inter de Milán · Italia            | 1.ª           | 2016-17       | 36    | 11    | 1                | 0                | 5                     | 0                     | 42    | 11    | 0.26            |
| Inter de Milán · Italia            | 1.ª           | 2017-18       | 37    | 11    | 2                | 0                | —                     | —                     | 39    | 11    | 0.28            |
| Inter de Milán · Italia            | 1.ª           | 2018-19       | 34    | 8     | 1                | 0                | 10                    | 1                     | 45    | 9     | 0.2             |
| Bayern de Múnich · Alemania        | 1.ª           | 2019-20       | 22    | 4     | 3                | 1                | 10                    | 3                     | 35    | 8     | 0.23            |
| Bayern de Múnich · Alemania        | Total club    | Total club    | 22    | 4     | 3                | 1                | 10                    | 3                     | 35    | 8     | 0.23            |
| Inter de Milán · Italia            | 1.ª           | 2020-21       | 32    | 4     | 4                | 0                | 6                     | 1                     | 42    | 5     | 0.12            |
| Inter de Milán · Italia            | 1.ª           | 2021-22       | 35    | 8     | 6                | 2                | 8                     | 0                     | 49    | 10    | 0.2             |
| Inter de Milán · Italia            | Total club    | Total club    | 208   | 49    | 17               | 4                | 29                    | 2                     | 254   | 55    | 0.22            |
| Tottenham Hotspur F. C. Inglaterra | 1.ª           | 2022-23       | 34    | 1     | 3                | 0                | 7                     | 0                     | 44    | 1     | 0.02            |
| Tottenham Hotspur F. C. Inglaterra | 1.ª           | 2023-24       | 5     | 0     | 1                | 0                | —                     | —                     | 6     | 0     | 0               |
| Tottenham Hotspur F. C. Inglaterra | Total club    | Total club    | 39    | 1     | 4                | 0                | 7                     | 0                     | 50    | 1     | 0.02            |
| H. N. K. Hajduk Split · Croacia    | 1.ª           | 2023-24       | 7     | 1     | 1                | 0                | —                     | —                     | 8     | 1     | 0.13            |
| H. N. K. Hajduk Split · Croacia    | 1.ª           | 2024-25       | 1     | 0     | —                | —                | 3                     | 0                     | 4     | 0     | 0               |
| H. N. K. Hajduk Split · Croacia    | Total club    | Total club    | 8     | 1     | 1                | 0                | 3                     | 0                     | 12    | 1     | 0.08            |
| PSV Eindhoven · Países Bajos       | 1.ª           | 2024-25       | 27    | 9     | 4                | 4                | 4                     | 3                     | 35    | 16    | 0.46            |
| PSV Eindhoven · Países Bajos       | 1.ª           | 2025-26       | 1     | 1     | 1                | 0                | 0                     | 0                     | 2     | 1     | 0.5             |
| PSV Eindhoven · Países Bajos       | Total club    | Total club    | 27    | 9     | 5                | 4                | 4                     | 3                     | 37    | 17    | 0.46            |
| Total carrera                      | Total carrera | Total carrera | 505   | 128   | 55               | 13               | 89                    | 14                    | 649   | 155   | 0.24            |

### Hat-tricks
| Lista de partidos en los que anotó tres o más goles | Lista de partidos en los que anotó tres o más goles | Lista de partidos en los que anotó tres o más goles | Lista de partidos en los que anotó tres o más goles | Lista de partidos en los que anotó tres o más goles | Lista de partidos en los que anotó tres o más goles | Lista de partidos en los que anotó tres o más goles |
| #                                                   | Fecha                                               | Estadio                                             | Partido                                             | Goles                                               | Resultado                                           | Competición                                         |
| --------------------------------------------------- | --------------------------------------------------- | --------------------------------------------------- | --------------------------------------------------- | --------------------------------------------------- | --------------------------------------------------- | --------------------------------------------------- |
| 1                                                   | 3 de diciembre de 2017                              | Estadio Giuseppe Meazza, Milán                      | Internazionale – Chievo Verona                      |                                                     | 5 – 0                                               | Serie A 2017-18                                     |

### Selecciones
Actualizado al último partido jugado el 9 de junio de 2025.
| Selección | Temporada | Amistosos | Amistosos | Clasificación | Clasificación | Continental | Continental | Mundial     | Mundial | Total | Total |
| Selección | Temporada | Part.     | Goles     | Part.         | Goles         | Part.       | Goles       | Part.       | Goles   | Part. | Goles |
| --------- | --------- | --------- | --------- | ------------- | ------------- | ----------- | ----------- | ----------- | ------- | ----- | ----- |
| Croacia   |           |           |           |               |               |             |             |             |         |       |       |
| 2011      | 1         | 0         | 6         | 0             | Inexistente   | Inexistente | Inexistente | Inexistente | 7       | 0     |       |
| 2012      | 4         | 0         | 4         | 1             | 3             | 0           | Inexistente | Inexistente | 11      | 1     |       |
| 2013      | 2         | 0         | 6         | 0             | Inexistente   | Inexistente | Inexistente | Inexistente | 8       | 0     |       |
| 2014      | 3         | 2         | 3         | 3             | Inexistente   | Inexistente | 3           | 2           | 9       | 7     |       |
| 2015      | 2         | 0         | 6         | 3             | Inexistente   | Inexistente | Inexistente | Inexistente | 8       | 3     |       |
| 2016      | 4         | 2         | 4         | 1             | 4             | 2           | Inexistente | Inexistente | 12      | 5     |       |
| 2017      | 1         | 0         | 7         | 1             | Inexistente   | Inexistente | Inexistente | Inexistente | 8       | 1     |       |
| 2018      | 4         | 2         | 0         | 0             | 4             | 0           | 7           | 3           | 15      | 5     |       |
| 2019      | 2         | 1         | 8         | 3             | Inexistente   | Inexistente | Inexistente | Inexistente | 10      | 4     |       |
| 2020      | 2         | 0         | 0         | 0             | 6             | 0           | Inexistente | Inexistente | 8       | 0     |       |
| 2021      | 2         | 1         | 10        | 3             | 3             | 2           | Inexistente | Inexistente | 15      | 6     |       |
| 2022      | 3         | 0         | 0         | 0             | 2             | 0           | 7           | 1           | 12      | 1     |       |
| 2023      | 0         | 0         | 4         | 0             | 2             | 0           | Inexistente | Inexistente | 6       | 0     |       |
| 2024      | 2         | 0         | 0         | 0             | 9             | 0           | Inexistente | Inexistente | 11      | 0     |       |
| 2025      | 0         | 0         | 2         | 2             | 2             | 1           | Inexistente | Inexistente | 4       | 3     |       |
| Total     | Total     | 32        | 8         | 60            | 17            | 35          | 5           | 17          | 6       | 144   | 36    |
| 1.        |           |           |           |               |               |             |             |             |         |       |       |

## Palmarés

### Títulos nacionales
| Título                        | Club              | País         | Año     |
| ----------------------------- | ----------------- | ------------ | ------- |
| Bundesliga de Alemania        | Borussia Dortmund | Alemania     | 2010-11 |
| Supercopa de Alemania         | Borussia Dortmund | Alemania     | 2011    |
| Copa de Alemania              | Borussia Dortmund | Alemania     | 2011-12 |
| Bundesliga de Alemania        | Borussia Dortmund | Alemania     | 2011-12 |
| Supercopa de Alemania         | Borussia Dortmund | Alemania     | 2012    |
| Copa de Alemania              | VfL Wolfsburgo    | Alemania     | 2014-15 |
| Supercopa de Alemania         | VfL Wolfsburgo    | Alemania     | 2015    |
| Bundesliga de Alemania        | Bayern de Múnich  | Alemania     | 2019-20 |
| Copa de Alemania              | Bayern de Múnich  | Alemania     | 2019-20 |
| Serie A                       | Inter de Milán    | Italia       | 2020-21 |
| Supercopa de Italia           | Inter de Milán    | Italia       | 2021    |
| Copa Italia                   | Inter de Milán    | Italia       | 2021-22 |
| Eredivisie                    | PSV Eindhoven     | Países Bajos | 2024-25 |
| Supercopa de los Países Bajos | PSV Eindhoven     | Países Bajos | 2025    |

### Títulos internacionales
| Título                       | Club             | Sede   | Año     |
| ---------------------------- | ---------------- | ------ | ------- |
| Liga de Campeones de la UEFA | Bayern de Múnich | Lisboa | 2019-20 |

### Distinciones individuales
| Distinción                                             | Año  |
| ------------------------------------------------------ | ---- |
| Máximo goleador de la Pro League de Bélgica (22 goles) | 2011 |
| Futbolista Profesional Belga del Año                   | 2011 |
| Vatrena krila                                          | 2014 |
| MVP contra Inglaterra en la Copa Mundial               | 2018 |

### Órdenes
- Orden del Duque Branimir con Cinta: 2018[140]

## Voleibol playa
Perišić participó en el Circuito Mundial de Voleibol de Playa FIVB 2017 para el torneo Major de Poreč, una competencia profesional, en asociación con Nikša Dellorco. La pareja perdió su primer partido contra Álvaro Filho y Saymon Barbosa.

## Vida personal
A pesar de haber nacido en Split, creció en la ciudad de Omiš. De niño, trabajó en la granja avícola de su padre.
Se casó con Josipa en 2012, después de haberla conocido por primera vez cuando estaban en la escuela secundaria. La pareja tiene dos hijos: un hijo, Leonardo, nacido el 9 de octubre de 2012; y una hija, Manuela, nacida el 28 de julio de 2014.